# Philco

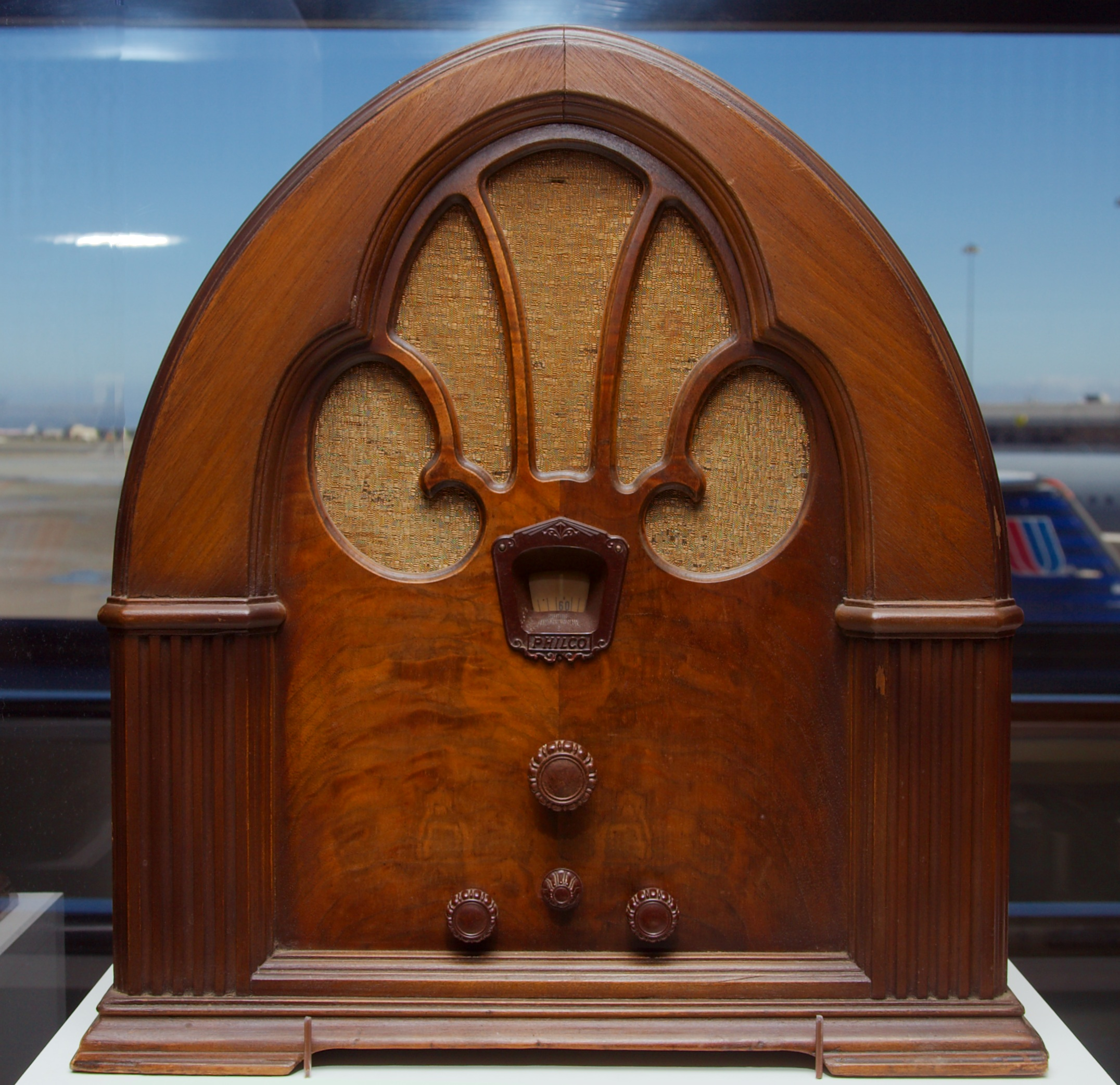
Eines der Philco-Radios, hier aus dem Jahr 1931.

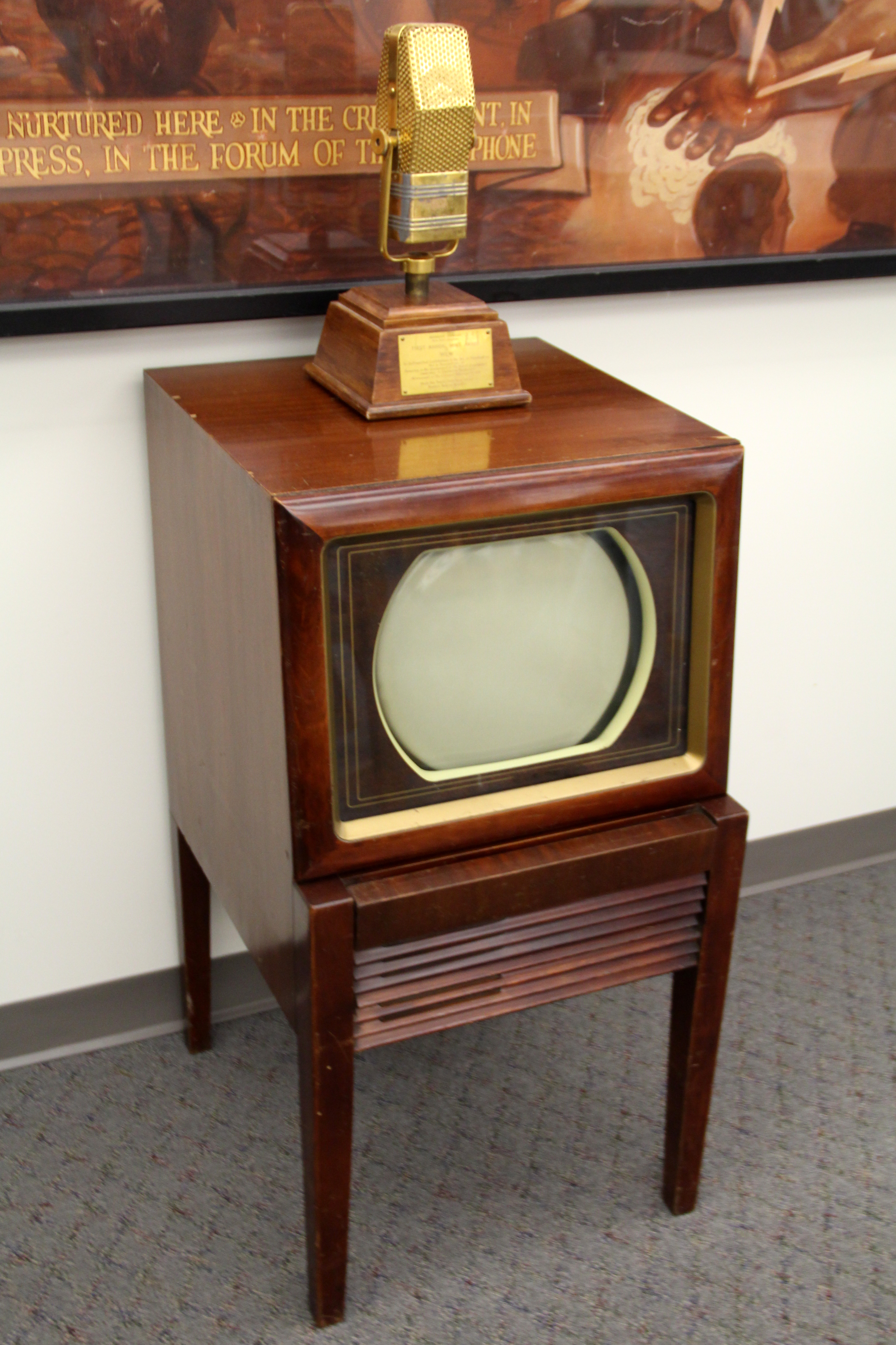
Philco-Fernseher aus dem Jahr 1949.

Philco war ein amerikanischer Hersteller von Rundfunkempfangsgeräten und Fernsehapparaten.
In der Geschichte des Hörfunks und des Fernsehens zählt Philco, ähnlich wie Crosley, RCA und Silvertone, zu den „klassischen“ amerikanischen Fabrikanten von Unterhaltungselektronik.
In den 1930er-Jahren arbeitete Philo Farnsworth (1906–1971), amerikanischer Erfinder und einer der Pioniere der Fernsehtechnik, eine Zeit lang bei Philco.

## Geschichte
Das Unternehmen wurde im Jahr 1892 unter dem ursprünglichen Namen Helios Electric Company gegründet und stellte in seinen ersten zwölf Jahren zunächst Kohlebogenlampen her. Danach wurde die Firma in Philadelphia Storage Battery Company (Philadelphia Stg. Batt. Co.) umbenannt und die Fertigung auf Batterien für Elektrofahrzeuge umgestellt. Etwas später, in den 1910er- und 1920er-Jahren, kamen Batterien für die damals noch in den Kinderschuhen steckenden Rundfunkempfangsgeräte hinzu.
Der Markenname Philco tauchte zum ersten Mal im Jahr 1919 auf. Dann, im Jahr 1925, wurde der Socket Power Battery Eliminator (wörtlich etwa „Steckdosenleistung-Batterie-Vermeider“) entwickelt, ein praktisches Netzteil, das es dem Anwender erlaubte, zum Betrieb seines Radios auf die übliche Batterie zu verzichten und stattdessen den benötigten Gleichstrom mithilfe dieses Gerätes aus dem Netzwechselstrom zu erzeugen. Dieses neue Produkt erwies sich als ein Kassenschlager, von dem innerhalb von nur zwei Jahren mehr als eine Million Stück verkauft werden konnten. Nachdem jedoch ab 1928 neue Radios mit eingebautem Netzteil, basierend auf einer Röhrendiode zur Gleichrichtung der Netzspannung, auf den Markt kamen, benötigte man kein externes Netzteil mehr.
Philco änderte daraufhin seinen Produktfokus und stellte von nun an selbst Radiogeräte her. Das erste Modell wurde 1928 ausgeliefert und davon bereits im ersten Jahr 96.000 Exemplare produziert. In der Folge entstanden viele weitere Typen. Zu den bekanntesten zählt das Modell Philco 90 (Bild) aus dem Jahr 1931, das durch sein „kathedralenförmiges“ Äußeres auffiel. Im Laufe der Zeit kamen weiter Produktlinien hinzu, wie 1938 Klimaanlagen, 1939  Kühlschränke, 1946 Gefrierschränke, 1948 Fernsehgeräte (mit einer Bildschirmdiagonalen von zunächst nur 7 Zoll, entsprechend 18 cm), 1949 Elektroherde, 1954 Waschmaschinen und Wäschetrockner sowie weitere Haushaltsprodukte. Darüber hinaus wurde hier im Jahr 1955 für die National Security Agency (NSA) der erste Spezialcomputer für kryptanalytische Zwecke entwickelt, bei dem die herkömmlichen Elektronenröhren durch Transistoren ersetzt wurden.
Am 11. Dezember 1961 wurde Philco von der Ford Motor Company  übernommen und stellte dann auch Autoradios her. Im Jahr 1981 wurde es von Philips übernommen, was für letztere den Vorteil brachte, endlich auch unter dem eigenen Markennamen in den USA auftreten zu können, was Philco zuvor aufgrund der Namensähnlichkeit verhindert hatte. 2006 erwarb Britânia Eletrodomésticos oder kurz Britânia die Rechte an der Marke Philco befristet auf 10 Jahre, um die Produkte des traditionsreichen amerikanischen Unternehmens in Brasilien zu vermarkten.

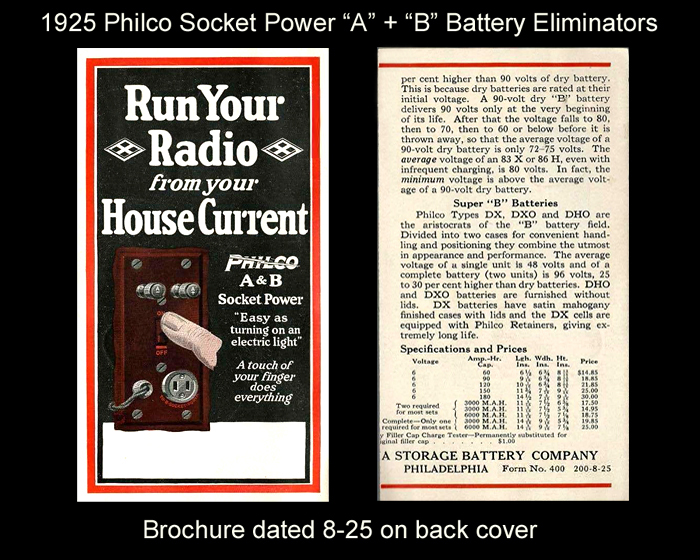
Werbung für den Socket Power Battery Eliminator (1925).
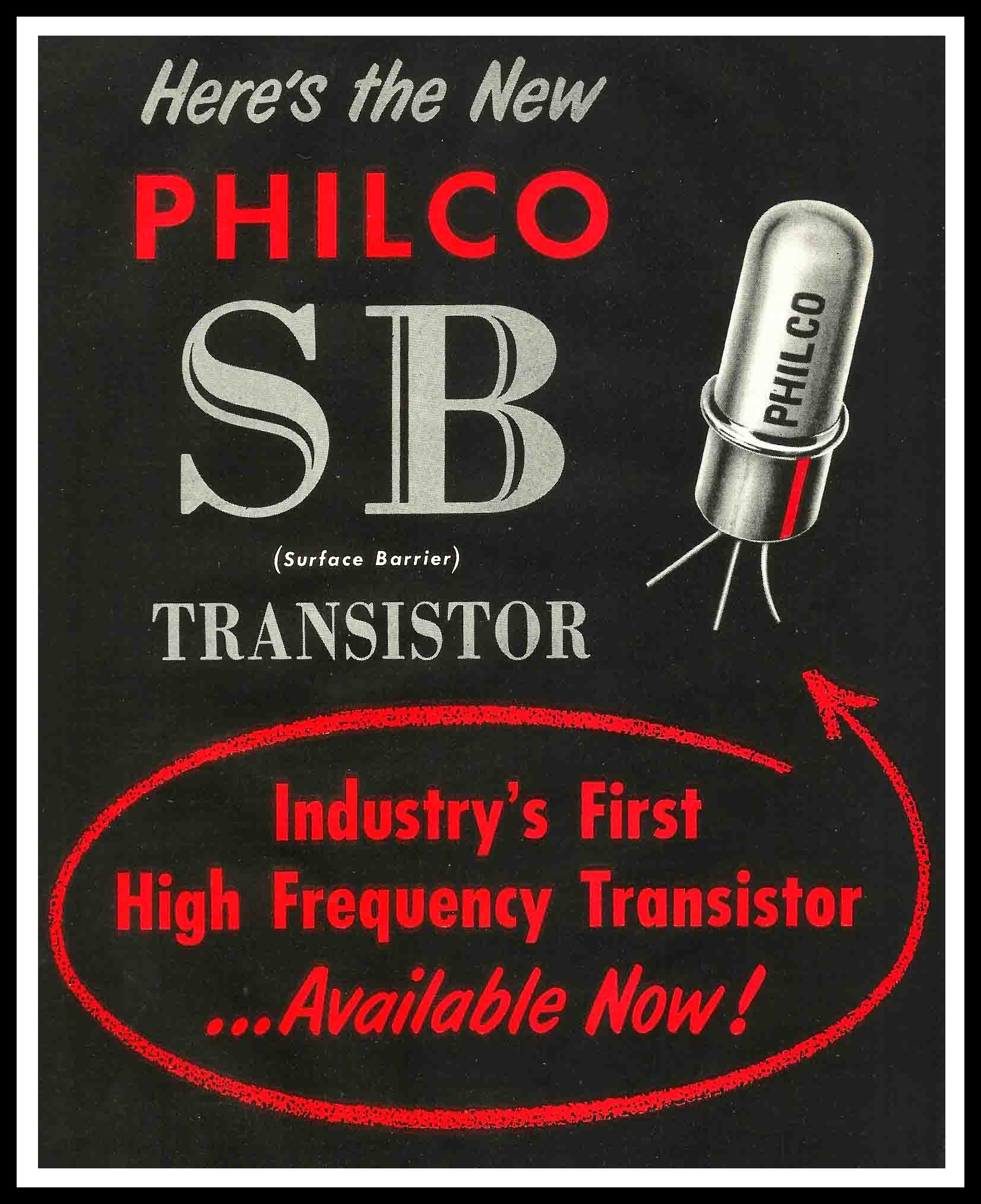
Werbung für einen damals brandneuen Transistor (1955).
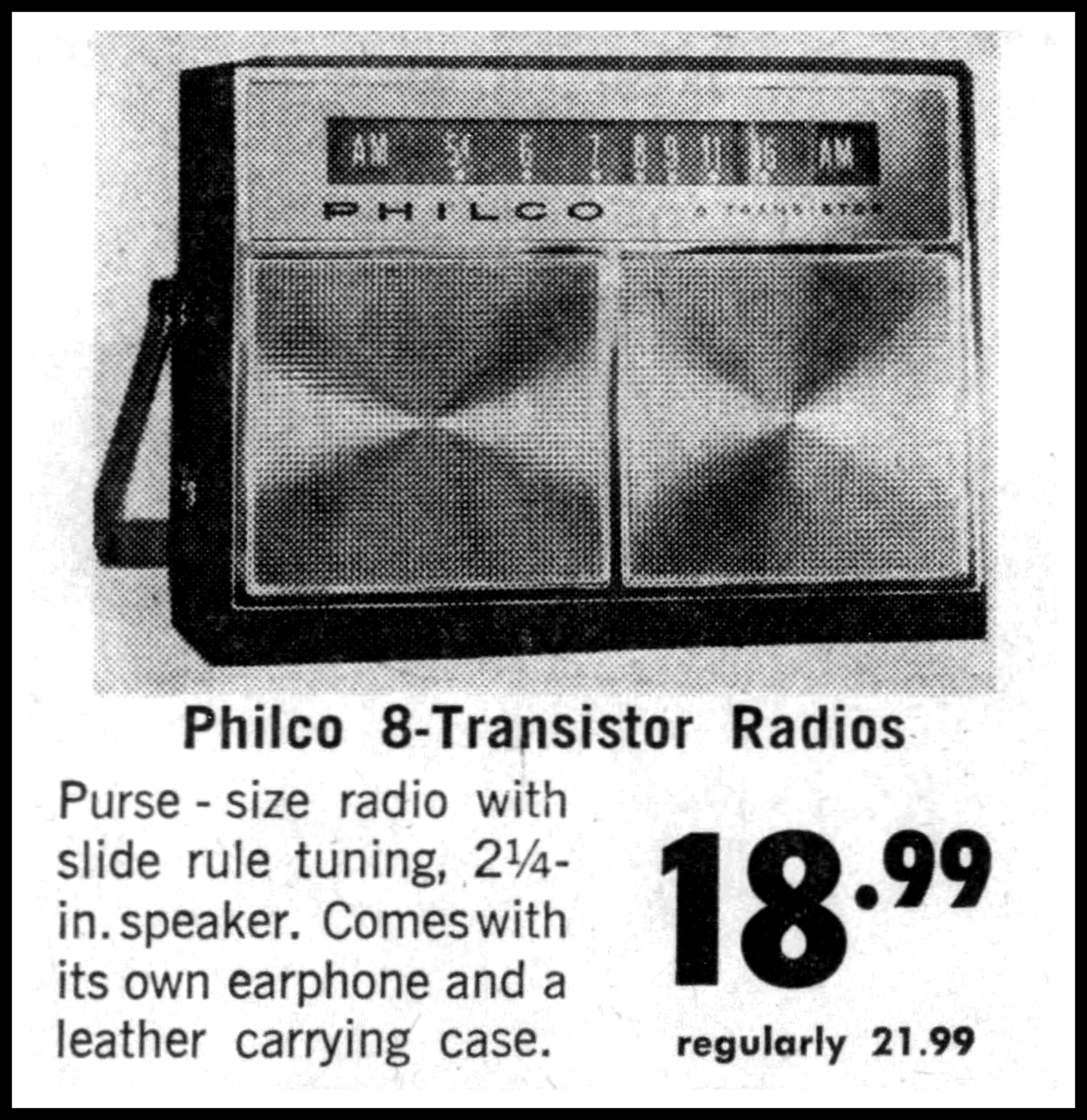
Werbung für ein Transistorradio (1964).